# 王致和
39°55′39″N 116°14′44″E / 39.9275378°N 116.2456883°E
北京二商王致和食品有限公司是一家以生產釀造調味品为主的公司。在北京王致和已成为腐乳的代名词。

## 历史
王致和本为一介书生，经营豆腐。关于王致和其人传说有二：
- 王致和为清代安徽省举人。相传康熙8年（公元1669年）进京会试落第，为谋生计，在京城經營豆腐舖。一次，王致和將賣剩的豆腐加鹽醃製，結果發霉，奇臭無比。但丢弃可惜，王一試之下方發現此乃「極品」，亦即是今天所謂「腐乳」。后传入宫中，倍受慈禧太后赞赏，赐名「青方腐乳」，成为御膳[3]。
- 根据《武清县志》记载，王致和为今天津武清县河西务镇人，因家境贫寒以卖豆腐为生。王自幼机智聪颖，喜好读书，尤喜诗词，到了中年学有成就，深受乡民称道。

2021年，北京二商王致和食品有限公司更名为北京首农味业集团有限公司，首农味业旗下共有王致和、六必居、白玉、龙门、金狮、天源酱园、桂馨斋7个老字号品牌。

## 产品

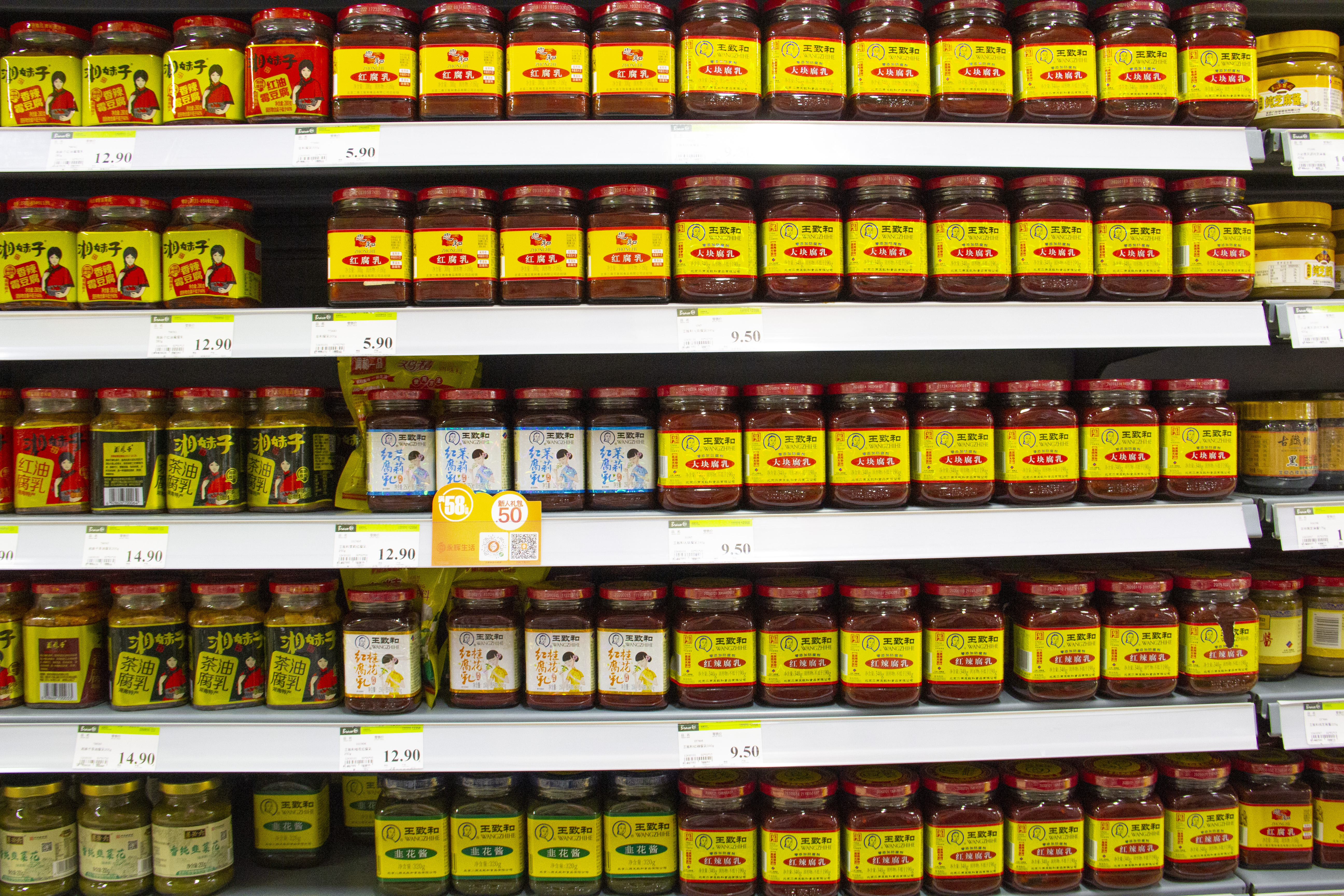
王致和酱豆腐和韭菜花

時至今日，王致和腐乳在最先的基础上不断改进，製作出「玫瑰腐乳」、「香辣腐乳」、「鲜香腐乳」、「白菜辣腐乳」、「白腐乳」、「红油腐乳」、「木糖醇腐乳」等等多款味道不一的腐乳；此外王致和在原有火锅蘸料的基础上，精心推出多种新品火锅蘸料：「芝麻酱味」、「孜然味」、「香辣味」、「麻辣味」等等。此外王致和推出了选用天山独特辣椒精制而成的「天山辣椒丝」、「牛肉辣椒丝」；别具风味、豉香满口、香辣浓郁的「豆豉香辣酱」、「风味豆豉酱」。王致和料酒，口味醇和，甘甜美味，具有增香、提味、去腻、解腥的作用，是烹饪佳肴的上选佳品。王致和料酒包括「葱姜料酒」、「特制料酒」、「红烧料酒」、「特鲜料酒」、「香菇料酒」、「紫苏料酒」等，王致和新品料酒可炖煮、红烧、爆炒，又可凉拌等。此外王致和旗下品牌“花桥牌”桂林腐乳也是历史悠久，早在300年前就享有盛誉，清代东阁大学士兼工部尚书陈宏谋将桂林腐乳进贡乾隆皇帝，颇受赞誉，作为“土贡”年年入朝，身价百倍，被誉为“桂林三宝”。
2019年10月18日，庆祝王致和品牌创立350周年大会在北京剧院举行，北京曲剧《王致和》同期成功首演。

## 官方网站
- 王致和